# Ассирийские цари
Список правителей Ассирии

## Староассирийский период

### Правители Ашшура
«Цари, жившие в шатрах»
- Тудия[нем.] (ок. 2336 до н. э.), современник Ибриума, визиря Эблы при царе Эблы Иркаб-Даму
- Адаму
- Янги
- Сахламу
- Хархару
- Мандару
- Эмцу
- Харцу
- Дидану
- Хану
- Зуабу
- Нуабу, сын Зуабу
- Абазу, сын Нуабу, наместник аккадского царя Маништушу в Ашшуре
- Белу (Тиллу), сын Абазу
- Азарах, сын Белу
- Ушпия (уп. ок. 2020/2030 до н. э., или ок. 2086 до н. э., или ок 2150 до н. э.), основал храм бога Ашшура в городе Ашшур
- Апиашаль[нем.], сын Ушпии

| «Цари, чьи эпонимы разрушены» - Сулили, назван сыном Аминума, возможно на самом деле сын Апиашаля - Киккия, сын Сулили, выстроил городские стены города Ашшура - Акия, сын Киккии - Зарикум, урский наместник, построил храм богине Белат-экаллим Династия Пузур-Ашшура I - Пузур-Ашшур I (уп. ок. 1975 до н. э.) - Шаллим-аххе, сын Пузур-Ашшура I - Илушума, сын Шаллим-аххе | «Цари, которые были предками» В этом списке перечислены предки Шамши-Адада I, возможно правители города Терка - Апиашаль, сын Ушпии - Хале, сын Апиашаля - Саману, сын Хале - Хайану, сын Саману - Илумер, сын Хайяну - Якмеси, сын Илумера - Якмени, сын Якмеси - Язкурель, сын Якмени - Илакабкабу, сын Язкуреля - Амину(м), сын Илакабкабу |

Правители Ашшура
- Эришум I, сын Илушумы (1939—1900 до н. э.)
- Икунум, сын Илушумы
- Шарру-кин I (Саргон I), сын Икунума
- Пузур-Ашшур II, сын Шарру-кина I
- Нарам-Син, сын Пузур-Ашшура II
- Эришум II, сын Нарам-Сина

### Цари Ассирии
Амморейская династия Шамши-Адада I
Столица в городе Экаллатум
- Шамши-Адад I (1813—1781 до н. э.), сын Илакабкабу (Белкаби, Игуркабкабу)

Столица в городе Шубат-Энлиль
- Ишме-Даган I (1780—1741 до н. э.), сын Шамши-Адада I
- Мут-Ашкур, сын Ишме-Дагана I
- Риму(ш)[англ.]
- Асинум, внук Шамши-Адада I

Анархия
- Пузур-Син[нем.], сын Ашшура-бел-шаме, регент, и возможно позднее — царь
- Ашшур-дугуль[англ.]
- Ашшур-апла-идин[нем.]
- Нацир-Син
- Син-намир
- Ипки-Иштар
- Адад-цалулу

Династия Адаси (Адасиды)
Столица в городе Ашшур
- Адаси[нем.] (уп. ок. 1700 до н. э.)
- Белу-бани[англ.] (1700—1691 до н. э.), сын Адаси
- Либайя[англ.] (1690—1674 до н. э.), сын Белу-бани
- Шарма-Адад I (1673—1662 до н. э.), сын Либайи
- Иптар-Син[англ.] (1661—1650 до н. э.), сын Шарма-Адада I
- Базайа[англ.] (1649—1622 до н. э.), сын Белу-бани
- Луллайя[англ.] (1621—1618 до н. э.), возможно регент до совершеннолетия Кидин-Нинуа
- Кидин-Нинуа (1615—1602 до н. э.), сын Базайы
- Шарма-Адад II (1601 до н. э.), сын Кидин-Нинуа
- Эришум III (1598—1586 до н. э.), сын Кидин-Нинуа
- Шамши-Адад II (1585—1580 до н. э.), сын Эришума III
- Эришум III (1580—1567 до н. э.), повторно
- Шамши-Адад II (1567—1561 до н. э.), повторно
- Ишме-Даган II[англ.], сын Шамши-Адада II
- Шамши-Адад III[пол.], сын Ишме-Дагана II
- Ашшур-нирари I[англ.] (1547—1522 до н. э.), сын Ишме-Дагана II
- Пузур-Ашшур III (1521—1498 до н. э.), сын Ашшур-нирари I
- Эллиль-нацир I, сын Пузур-Ашшура III
- Нур-или, сын Эллиль-нацира I
- Ашшур-шадуни, сын Нур-или
- Ашшур-раби I, сын Эллиль-нацира I
- Ашшур-надин-аххе I, сын Ашшур-раби I
- Эллиль-нацир II, сын Ашшур-раби I
- Ашшур-нирари II[англ.], сын Эллиль-нацира II
- Ашшур-бел-нишешу, сын Ашшур-нирари II
- Ашшур-рим-нишешу, сын Ашшур-нирари II
- Ашшур-надин-аххе II (ум. 1393 до н. э.), сын Ашшур-рим-нишешу

## Среднеассирийский период
- Эриба-Адад I (1392—1366 до н. э.), сын Ашшур-Бел-нишешу
- Ашшур-убаллит I (1365—1330 до н. э.), сын Эриба-Адада I
- Эллиль-нирари (1330—1319 до н. э.), сын Ашшур-убаллита I
- Арик-ден-или (1319—1308 до н. э.), сын Энлиль-нирари
- Адад-нирари I (1307—1275 до н. э.), сын Энлиль-нирари
- Шульману-ашареду I (Салманасар I) (1274—1245 до н. э.), сын Адад-нирари I
- Тукульти-Нинурта I (1244—1208 до н. э.), сын Шульману-ашареду I
- Ашшур-надин-апал (1208—1203 до н. э.), сын Тукульти-Нинурты I
- Ашшур-нирари III (1203—1197 до н. э.), сын Ашшур-надин-апала
- Энлиль-кудурри-уцур (1197—1193 или 1187—1183 до н. э.), сын Тукульти-Нинурты I
- Нинурта-апал-Экур (1193 или 1183—1179 до н. э.), сын Или-ихадды[англ.]
- Ашшур-дан I (1179—1134 до н. э.), сын Нинурта-апал-Экура
- Нинурта-Тукульти-Ашшур (1134—1133 до н. э.), сын Ашшур-дана I
- Мутаккиль-Нуску (1134—1133 до н. э.), сын Ашшур-дана I
- Ашшур-реш-иши I (1133 до н. э.), сын Мутаккиль-Нуску
- Тукульти-апиль-эшарра I (Тиглатпаласар I) (1115—1077 до н. э.), сын Ашшур-реш-иши I
- Ашшаред-апал-Экур (1077—1074 до н. э.), сын Тукульти-апиль-эшарры I
- Ашшур-Бел-кала (1074—1057 до н. э.), сын Тукульти-апиль-эшарры I
- Эриба-Адад II (1057—1055 до н. э.), сын Ашшур-Бел-калы
- Шамши-Адад IV (1055—1050 до н. э.), сын Тукульти-апиль-эшарры I
- Ашшур-нацир-апал I (1050—1032 до н. э.), сын Шамши-Адада IV
- Шульману-ашареду II (1031—1020 до н. э.), сын Ашшур-нацир-апли I
- Ашшур-нирари IV (1020—1016 до н. э.), сын Шульману-ашареду II
- Ашшур-раби II (1016—973 до н. э.), сын Ашшур-нацир-апли I
- Ашшур-реш-иши II (973—967 до н. э.), сын Ашшур-раби II
- Тукульти-апиль-эшарра II (967—935 до н. э.), сын Ашшур-реш-иши II
- Ашшур-дан II (934—912 до н. э.), сын Тукульти-апиль-эшарры II

## Новоассирийский период
- Адад-нирари II (911—891 до н. э.), сын Ашшур-дана II
- Тукульти-Нинурта II (891—883 до н. э.), сын Адад-нирари II
- Ашшур-нацир-апал II (883—859 до н. э.), сын Тукульти-Нинурты II

Столица перенесена в Кальху
- Шульману-ашареду III (Салманасар III) (858—824 до н. э.), сын Ашшур-нацир-апала II
- Шамши-Адад V (823—811 до н. э.), сын Шульману-ашареду III
- Адад-нирари III (810—783 до н. э.), сын Шамши-Адада V
- Шаммурамат (Семирамида), регентша (810—805 до н. э.)
- Шульману-ашареду IV (783—772 до н. э.), сын Адад-нирари III
- Ашшур-дан III (772—755 до н. э.), сын Адад-нирари III
- Ашшур-нирари V (754—745 до н. э.), сын Адад-нирари III
- Тукульти-апиль-эшарра III (744—727 до н. э.)
- Шульману-ашареду V (727—722 до н. э.), сын Тукульти-апиль-эшарры III

Династия Шарру-кина II (Саргониды)
- Шарру-кин II (Саргон II) (722—705 до н. э.), сын Тукульти-апиль-эшарры III

Столица перенесена в Дур-Шаррукин
- Син-аххе-эриба (Синаххериб) (705—681 до н. э.), сын Шарру-кина II

Столица перенесена в Ниневию
- Ашшур-аха-иддин (Асархаддон) (681—669 до н. э.), сын Син-аххе-эрибы
- Ашшур-бан-апли (Ашшурбанипал) (669 — ок. 627 до н. э.), сын Ашшур-аха-иддина
- Ашшур-этиль-илани (627 — ок. 623 до н. э.), сын Ашшур-бан-апли
- Син-шуму-лишир (623 до н. э.)
- Син-шар-ишкун (623 — ок. 612 до н. э.), сын Ашшур-бан-апли

Ниневия уничтожена в 612 году до н. э. вавилоно-мидийскими войсками, остатки Ассирийской империи ограничиваются областью Харрана.
- Ашшур-убаллит II (ок. 612/611 — ок. 610/609 до н. э.), сын Ашшур-аха-иддина

ок. 610/609 года до н. э. пал последний оплот ассирийцев Харран. Ассирия теряет собственную длительную политическую независимость, царство упразднено.

## Поздняя Античность
- Синхариб (правитель Ниневии, IV век н. э.)[2]